# Antheua ruficosta
Antheua ruficosta är en fjärilsart som beskrevs av George Francis Hampson. Antheua ruficosta ingår i släktet Antheua och familjen tandspinnare. Inga underarter finns listade i Catalogue of Life.